# 巴西人列表
巴西人按职业分类，可以从以下各列表中查询。
- 巴西君主列表
- 巴西总理列表
- 巴西艺术家列表（英语：List of Brazilian artists）
- 巴西演员列表（英语：List of Brazilian actors）
- 巴西作家列表（英语：List of Brazilian writers）
  - 巴西小说家列表（英语：List of Brazilian novelists）
- 巴西建筑家列表（英语：List of Brazilian architects）
- 巴西画家列表（英语：List of Brazilian painters）
- 巴西作曲家列表（英语：List of Brazilian composers）
- 巴西哲学家列表（英语：List of Brazilian philosophers）
- 巴西雕刻家列表（英语：List of Brazilian sculptors）
- 巴西电影导演列表（英语：List of Brazilian film directors）
- 巴西裔美国人列表（英语：List of Brazilian Americans）

|  | 本条目是人物相关列表索引。 |